# Kostel Povýšení svatého Kříže (Bratislava)
Kostel klarisek ze 14. století se nachází v bratislavské městské části Staré město, zasvěcený je Povýšení svatého Kříže. Je to jednolodní gotická stavba zaklenutá křížovou klenbou, s mohutným opěrným systémem po celém obvodu.
Výrazným stavebním prvkem kostela je jehlancová věž na jeho jihozápadním nároží. Věž má tvar pětibokého hranolu, což je pro období gotiky neobvyklé. Vznikla koncem 14. století a při její výstavbě stavitelé obešli nařízení, podle něhož měly být kostely žebravých řádů bez věže: tím, že je umístěná na nároží lodě, není součástí jejího půdorysu a nevyrůstá přímo ze základů stavby. V roce 1702 byla věž po rekonstrukci zakončena barokní cibulovou helmicí, nynější podoba je výsledkem regotizace na konci 19. století. Z původní výzdoby věže se zachovala socha sedícího krále, Madony a dvou světic.
Hlavní oltář s několika plastikami a postranní oltáře Zvěstování a sv. Kláry od Františka Antona Palka se zachovaly z poslední rokokové úpravy v roce 1760. Kazatelna s alegoriemi Víry, Naděje, Lásky a Svatého Písma od Jozefa Sartoryho je také rokoková.
Kostel je součástí areálu bývalého kláštera klarisek, které jej musely opustit v roce 1782, když Josef II. v rámci svých reforem mnoho klášterů zrušil. Kostel se stal poté sídlem právnické akademie a gymnázia.
Areál byl rekonstruován v roce 2002 a v letech 2005–2007. Je slovenskou kulturní památkou. V současnosti je v užívání státu a pro svou vynikající akustiku slouží kostel jako koncertní síň. Prostory přilehlého kláštera jsou využívány pro Univerzitní knihovnu.

## Zajímavosti
Jednou z obyvatelek kláštera byla česká královna-vdova Žofie Bavorská, která se sem uchýlila po smrti svého manžela krále Václava IV. roku 1419 a žila tu až do své smrti v roce 1425 (pochovaná je v nedaleké Katedrále svatého Martina).
V době, kdy klášterní budova sloužila jako škola, studoval tu např. maďarský hudební skladatel Béla Bartók nebo slovenský kněz a vynálezce Jozef Murgaš.

## Galerie

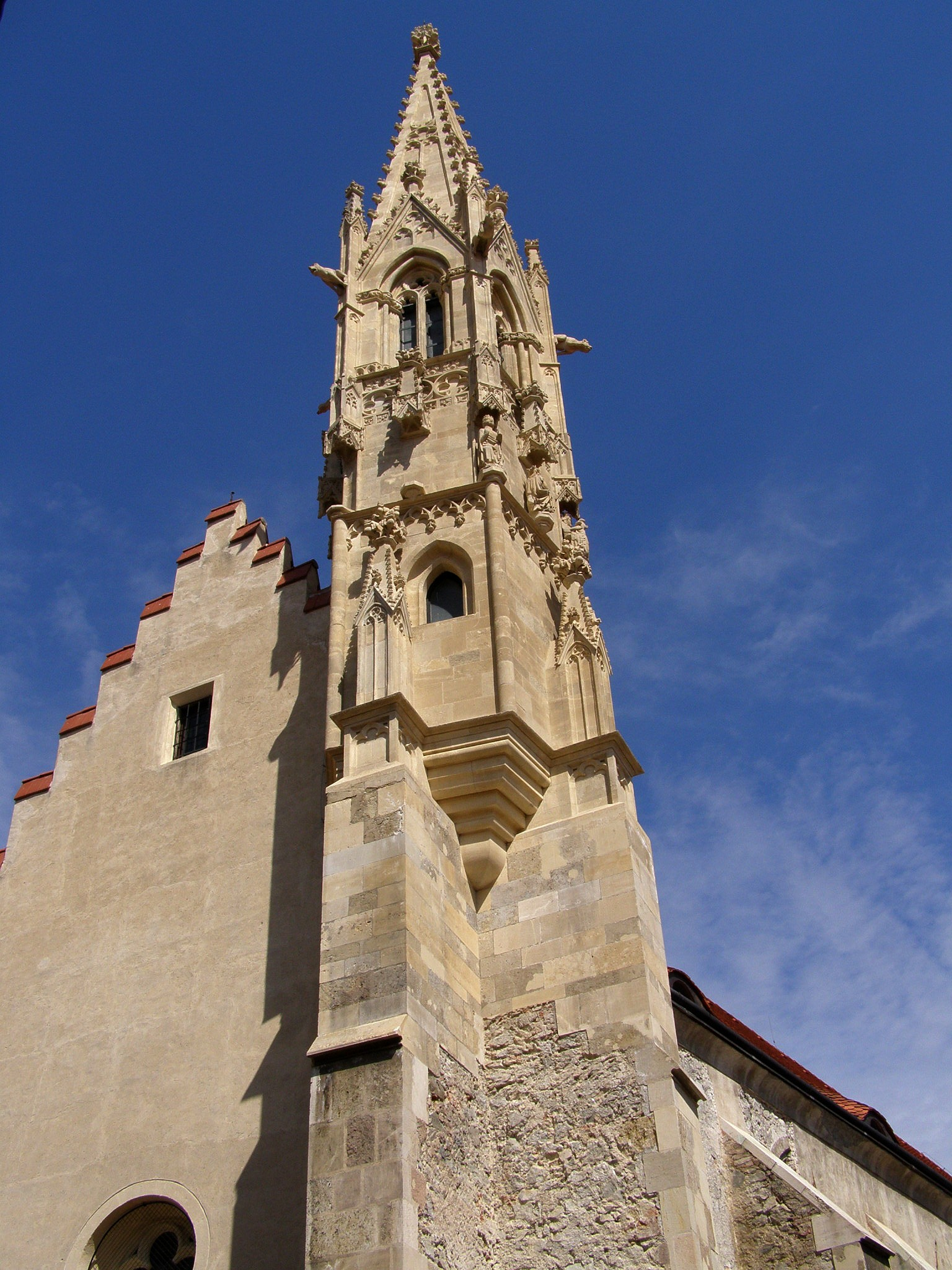
Věž kostela
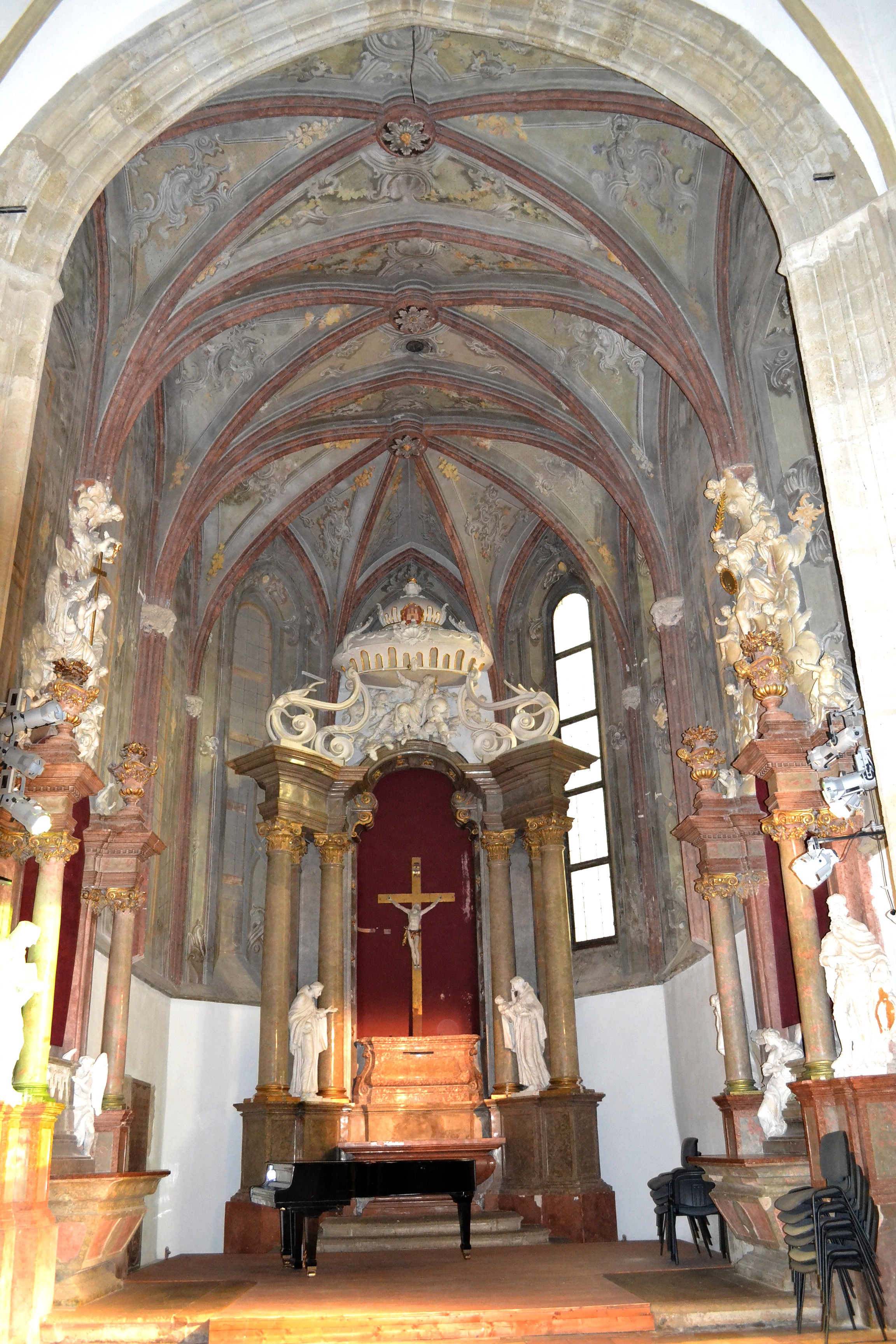
Presbytář kostela
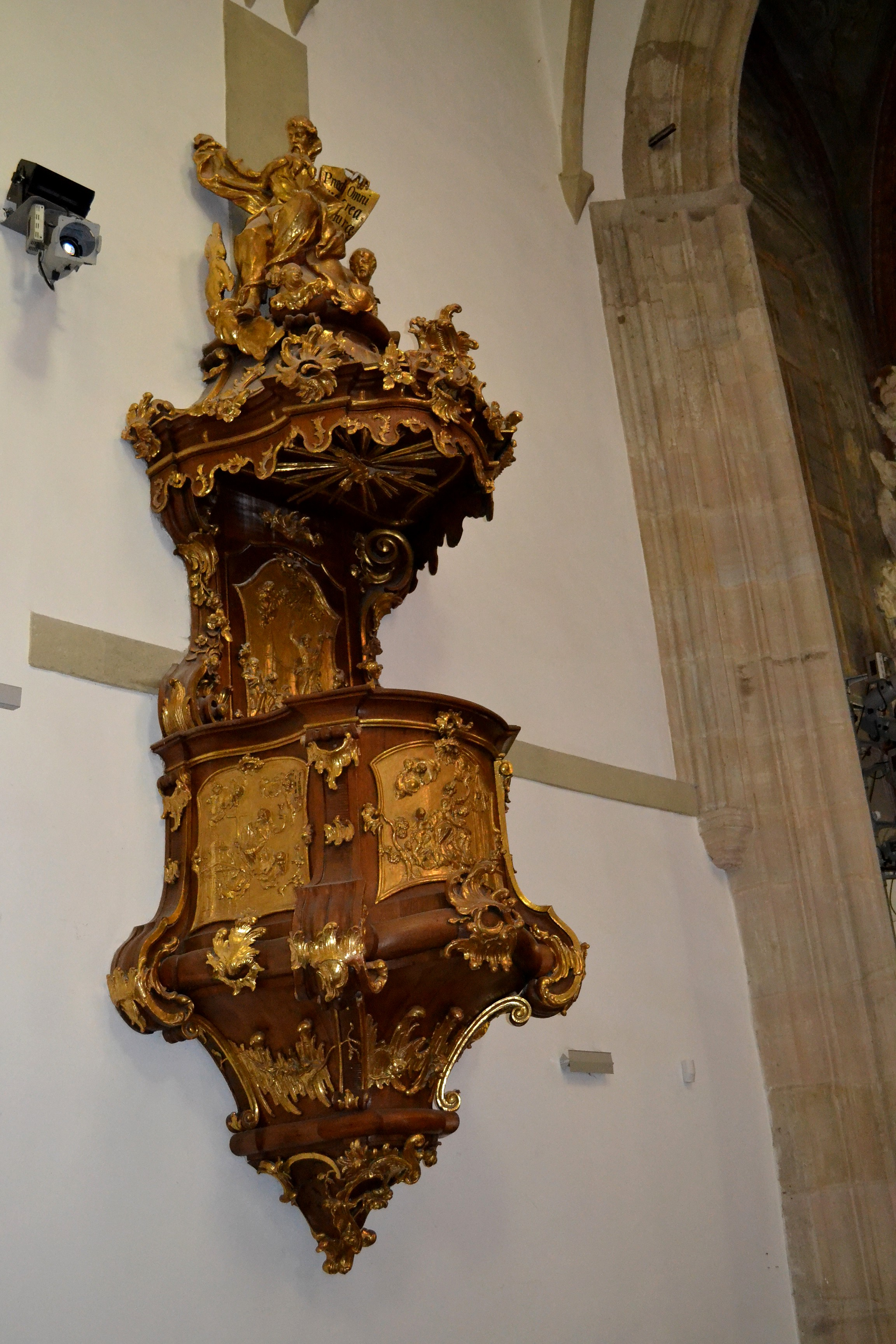
Rokoková kazatelna